# 雅博拉
雅博拉是巴西圣卡塔琳娜州的一个市镇。总面积191.117平方公里，总人口4032人，人口密度21.1人/平方公里。